# プーシキン通り (キシナウ)
プーシキン通り（プーシキンどおり、モルドバ語: Strada Puşkin、露: Улица Пушкина、英: Pushkin Street、独: Puschkin-Straße）は、モルドバの首都キシナウにある街路。正式名称はアレクサンドル・プーシキン通り（モルドバ語: Strada Aleksandr Puşkin、露: Улица Александра Пушкина、英: Aleksandr Pushkin Street、独: Alexander-Puschkin-Straße）。
全長は2.5キロメートル。市内の主要な通りの1つに数えられる。市内中心部と郊外を結ぶ。公共交通および民間交通の両方に利用されている。双方向通行または一方通行の道路。車線数は2 - 4車線。許容最高速度は時速30 - 50キロメートル。歩道の幅員は2 - 6メートル。バスレーンが設けられた区間のほか、車道の脇に自転車専用レーンが設けられた区間がある。沿線地域の用途はオフィス、商業、住宅などさまざまである。
アレクセイ・マチェエヴィチ通りとの交差点を起点とし、アルビショアラ通りとの交差点を終点とする。起点付近の北西側はモルドバ国立大学のキャンパスに接する。終点部はドニエストル川の支流、ブイク川の右岸に接する。

## 歴史

### 19世紀
通りの一帯の地域で開発および建設工事が始められたのは1820年代であり、この頃からこの一帯が市内でも重要な場所であると考えられていたため、数多くの建築物が建てられることとなった。1834年に策定されたキシナウの都市開発計画では、現在のシュテファン・チェル・マーレ大通りおよびプーシキン通りの2本の路線を軸として市の中心部が定められた。1834年から1874年まではアルヒエレイスカヤ通り（モルドバ語: Strada Arhiereiskaia、露: Улица Архиерейская、英: Episcopal Street）と呼ばれていた。
1873年に、ロシア帝国におけるベッサラビアの行政上の地位が州（オーブラスチ）から県（グベルニヤ）に引き上げられたことを記念して、翌1874年にグベルンスカヤ通り（モルドバ語: Strada Gubernskaia、露: Улица Губернская、英: Province Street）に名称が変更された。1890年代に馬車鉄道が通りに敷設され開通した。市の主任建築家を務めたアレクサンドル・ベルナルダッツィが古典主義の建築様式を多用したことから、19世紀末の時点で通りにあるほとんどの建物がこの様式であった。1899年、ロシアの詩人で小説家のアレクサンドル・プーシキンを称えてプーシキン通りに名称変更された。

### 20 - 21世紀
1913年に馬車鉄道が路面電車に置き換えられた（→キシナウ市電）。ベッサラビアがルーマニアによって統治されていた時代にあたる1924年に、ルーマニア王カロル1世にちなんでカロル1世通り（モルドバ語: Strada Regele Carol I、露: Улица Короля Карла I、英: King Charles I Street）に名称変更された。大祖国戦争に際して、通りの建物の大半が空爆などによって損壊される被害を受けた。被害の規模は中央部に行くほど大きくなった。1944年以降は現在の名称で呼ばれている。
モルダヴィア・ソビエト社会主義共和国が復活した1944年以降に進められた再建工事はほとんどの場合、一旦更地にしてから着工された。20世紀半ばまで、北東端はアレクサンドル・チェル・ブン通りとの交差点であり、通りの全長はおよそ1.4キロメートルであった。1960年代の初め頃に、通りを走る路面電車が廃止された。1967年、建築家のボリース・ワイスベインとセミヨン・ショイケットによるプレス・ハウスが22番地に完成される。
1981年、現在のアルビショアラ通りまで延伸され、全長が2.5キロメートルとなる。2009年に、モルドバおよびルーマニアを統一するという考えを支持していた、詩人で作家のグリゴレ・ビエルが交通事故で死去すると、市内の街路の1つにビエルの名を冠することがエフゲニー・ドガによって提案され、この街路の名称にビエルの名を冠しようとする議論が起きたが、このときは名称の変更は実現されなかった。

## 関係路線
ほぼ碁盤の目状をした道路によって区画されたキシナウの中心市街地において、プーシキン通りはその中心付近をおよそ北東 - 南西方向に走っている。交差する主な道路としては、北東から順にアルビショアラ通り、アレクサンドル・チェル・ブン通り、コルムナ通り、シュテファン・チェル・マーレ大通り、1989年8月31日通り、ブクレシュティ通り、ミハイル・コガルニチャヌ通り、アレクサンドル・ベルナルダッツィ通り、アレクセイ・マチェエヴィチ通りがある。
平行する主な道路としては、南東側は近い順にヴライク・プルカラブ通り、ミハイ・エミネスク通り、ヴァシレ・アレクサンドリ通り、アルメネアスカ通り、ティギナ通りがあり、北西側は近い順にミトロポリト・ガヴリイル・バヌレスク＝ボドニ通り、マリア・チェボターリ通り、セルゲイ・ラゾ通り、ミトロポリト・ペトル・モビラ通り、トマ・チョルバ通りがある。

## 規模と機能
国連開発計画は、キシナウの道路をその規模や機能により次のように類型化している。
1. 幹線道路（モルドバ語: Stradă magistrală、英: Thoroughfare） - 幅の広い歩道をもち、車線数が一般に4 - 6である双方向通行の大通りであって、大規模な公共交通などにも利用されるもの
2. 支線道路（モルドバ語: Stradă secundară、英: Feeder street） - 一般に2 - 4車線の車線をもち、双方向通行または一方通行の道路であって、市内中心部と郊外を結ぶ道路
3. 市道（モルドバ語: Stradă civică、英: Civic street） - 一般に1 - 3車線の車線をもち、双方向通行または一方通行の道路であって、主に地域の交通に利用されるもの
4. 地域道路（モルドバ語: Stradă de cartier、英: Local street） - 最高速度が低く交通量が少ない道路であって、学校や小売店などへのアクセスに利用されるもの

このうちの幹線道路にはシュテファン・チェル・マーレ大通りが、支線道路にはプーシキン通りが、市道にはミハイ・エミネスク通りが、地域道路にはリヴィウ・ダミアン通り（モルドバ語: Strada Liviu Damian）が当てはまるものとされている。

## 見どころ

### 旧ダディアーニ女子中等学校
1989年8月31日通りとの交差点の西角にあたる115番地に所在する2階建ての建物。国の歴史的建造物に指定されている。ダディアーニ女子中等学校は、ベッサラビアの王女で教育者のナタリア・ダディアーニによって1900年に建てられた。建築はベルナルダッツィらによる。建物はフィレンツェのゴシック様式の影響が見られる。奉献式は1901年8月30日に実施された。

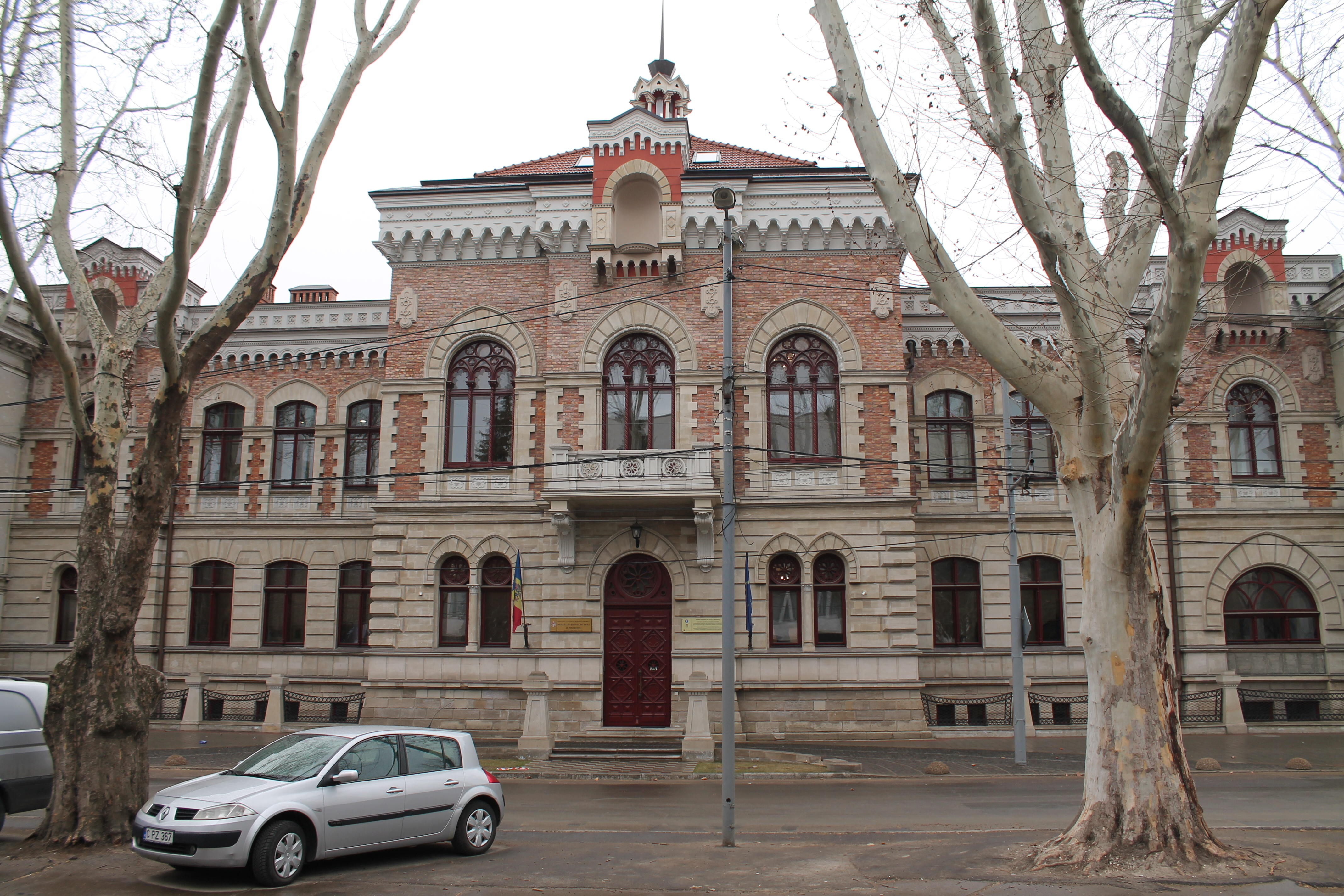
旧ダディアーニ女子中等学校

1940年まで、この建物で中等学校が運営されていた。大祖国戦争に際して、建物の上部が損壊する被害を受けた。戦争終結から1964年まで、モルダヴィア共産党中央委員会の本部が設置されていた。1970年代に増築工事が行われた。1976年、モルドバ共産党歴史博物館の本部が設置される。現在はモルドバ国立美術館が入居している。

### 聖テオドラ・シフラ教会
ブクレシュティ通りとの交差点の東角にあたる20A番地に所在。1895年から1897年にかけて、ダディアーニ女子中等学校の礼拝堂として建設された。石造りの建物で、設計はベルナルダッツィによる。建築様式は新古典主義建築とビザンティン建築との折衷様式である。

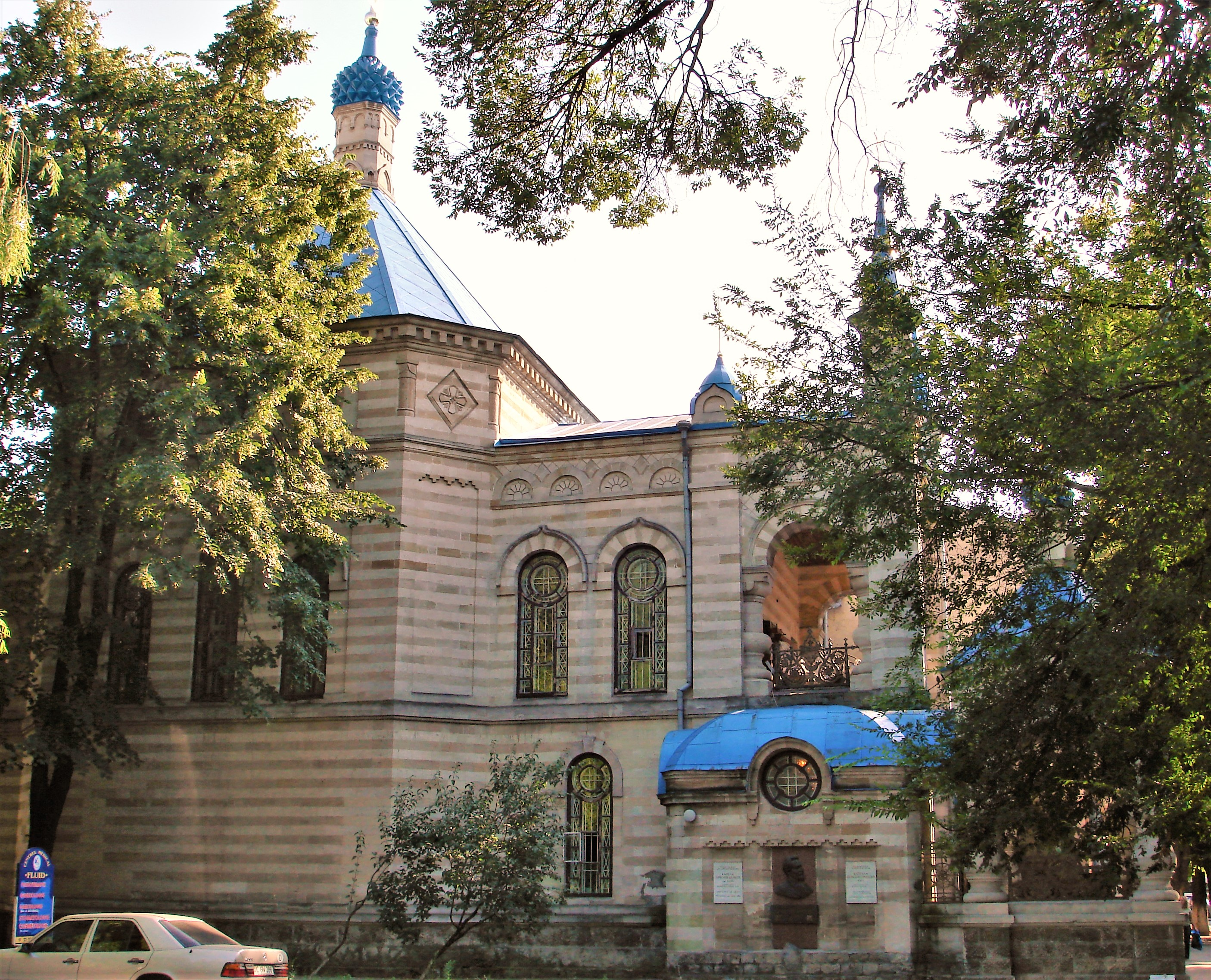
聖テオドラ・シフラ教会

建設資金は、ベッサラビアの貴族セオドア・クルペンスキーの娘であるユーフロシニア・ヴィアゼムスキー (Eufrosinia Veazemsky) によって提供された。ファサードはレンガと石灰岩を交互に組み合わせたデザインになっている。手すりは鋳鉄製である。礼拝堂は1922年に奉献された。1994年より、ルーマニア正教会のベッサラビア正教会に属している。

### 旧セミグラドフ邸
ブクレシュティ通りとの交差点の北角にあたる17番地に所在する2階建ての邸宅。国の歴史的建造物に指定されている。ピンク色の外観をもつ。1873年から1875年にかけて、ニコライ・セミグラドフ (Nicolai Ivanovici Semigradov) が邸宅を建てた。物件の面積はおよそ30メートル四方である。かつては庭園、離れ家および馬小屋があった。邸宅の南角の交差点に接する部分は、アーチ状にデザインされている。

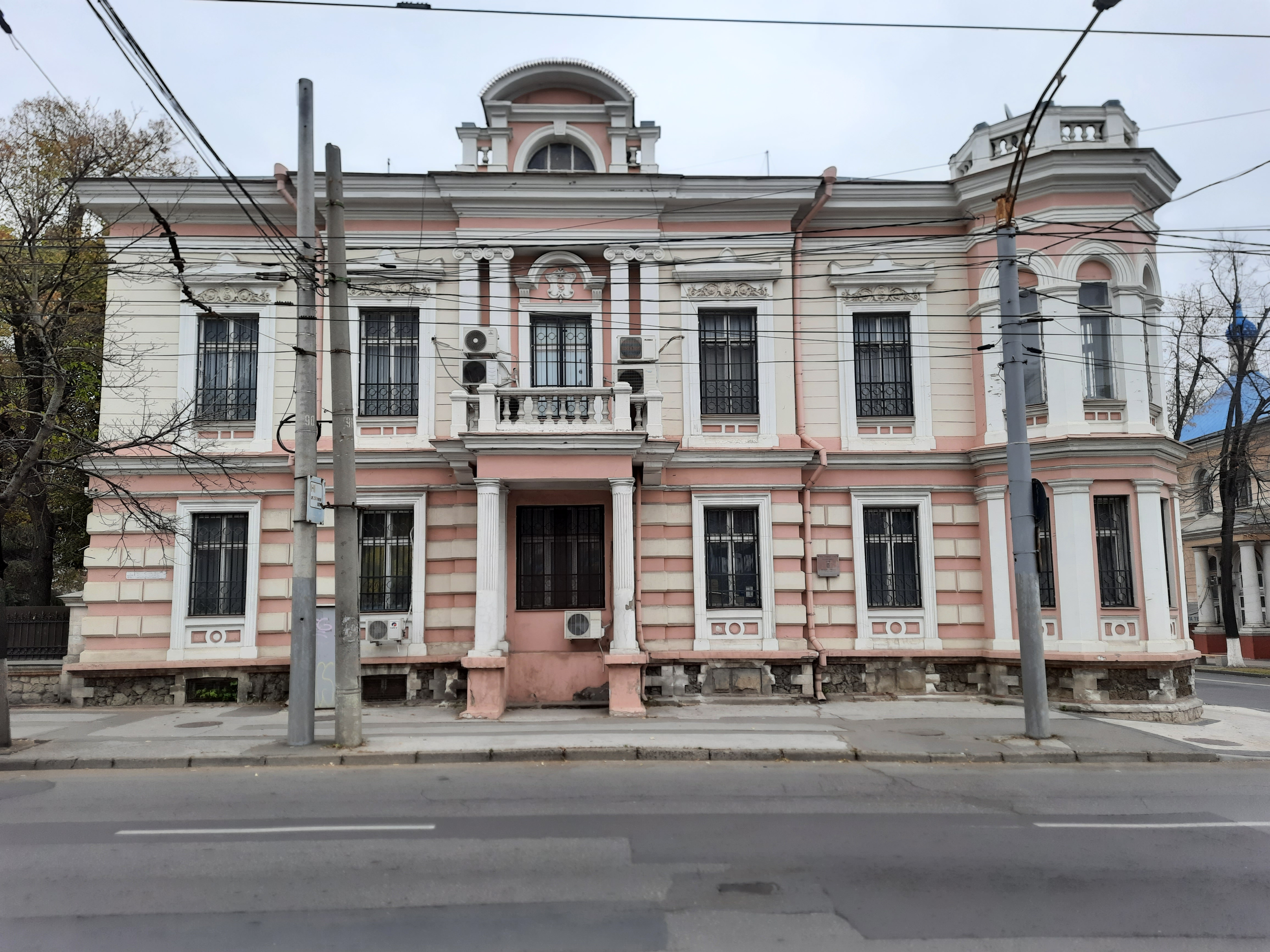
旧セミグラドフ邸

ブクレシュティ通り側には、バルコニーが設けられている。建築はM.S. セロチンスキー (M.S. Serotzinski) またはベルナルダッツィによるものとされる。1897年の資料によると、邸宅には通りに面した7室と中庭に面した6室のほかに屋根裏部屋が設けられている。1918年、ベッサラビア銀行の本部が設置される。1990年代以降、モルドバのルーマニア大使館が入居している。

### 旧トゥマーキン水治療法診療所
アレクセイ・シューセフ通りとの交差点の北角にあたる11番地に所在。国の歴史的建造物に指定されている。AおよびBの2つの建物からなる。建物Aはプーシキン通りに面した住宅で、ポータルには背に翼をもつドラゴンの石像が施されている。建物Bはプーシキン通りから見て奥にある診療所の建物で、屋根裏部屋が設けられている。

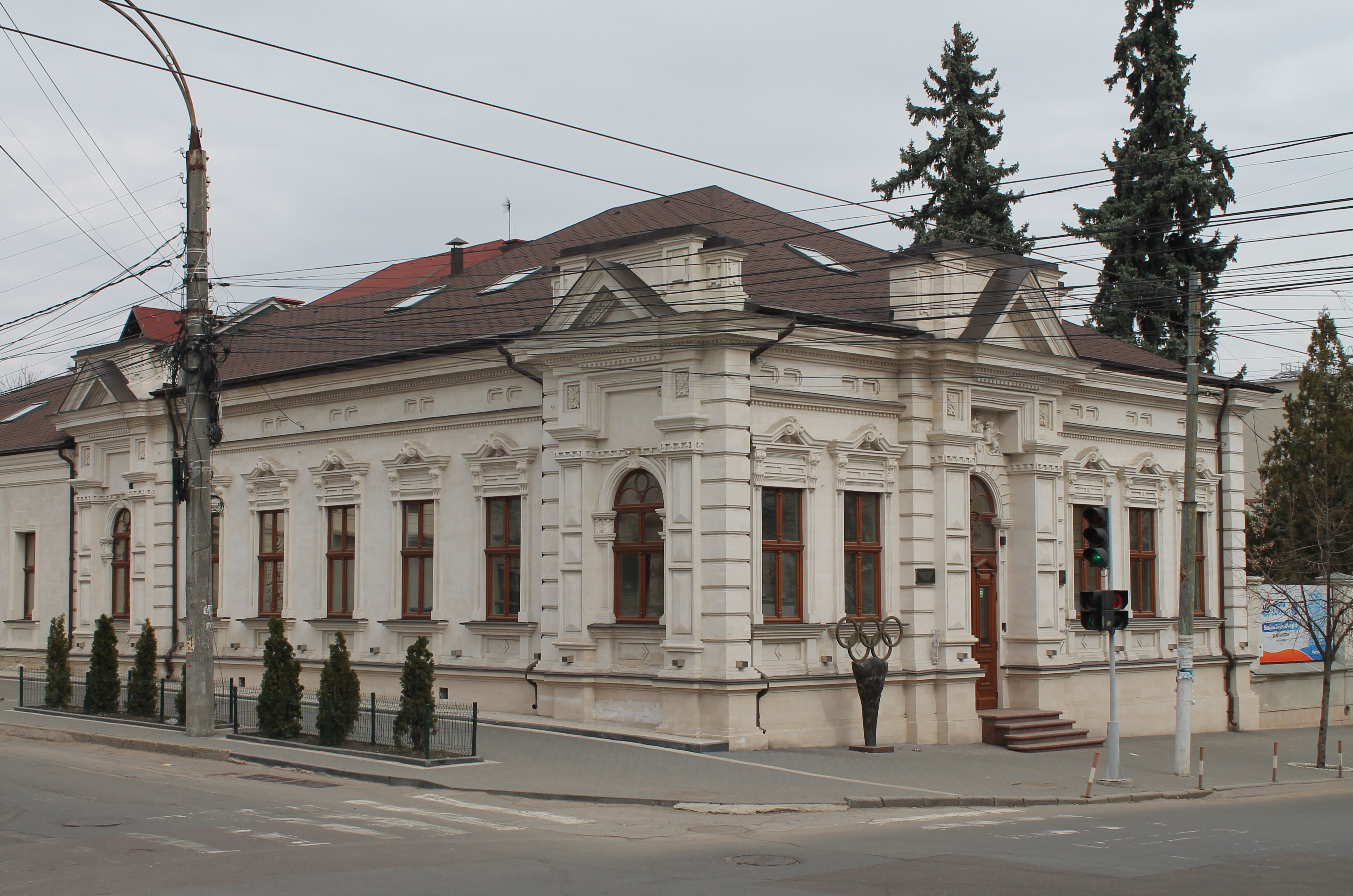
旧トゥマーキン水治療法診療所

1878年、当時政府書記官を務めていたニコライ・イワノビッチ・クシュコフスキ (Nicolai Ivanovici Kuşkovschi) が公売に出されていた土地を購入した。彼は翌1879年から1894年の間に、地下室を含めて合計6つの部屋を有する家を建てた。1897年、医師のラザール・トゥマーキン（モルドバ語: Lazar Tumarkin）がこの物件を買い上げる。彼は1898年から1902年の間に、水治療法に係る診療所の建物を建てた。戦間期にファサードの改修を含む改築工事が実施された。

### ニコラエ・スラック国立宮殿
ベロニカ・ミクレ通りとの交差点の西角にあたる21番地に所在。1970年代初頭に建設工事が完成され、1974年に正式に開設された。建築はS・フリードマン (S. Fridman) による。開設当時、オクトーバー・パレス（モルドバ語: Palatul Octombrie）との名称が付けられた。

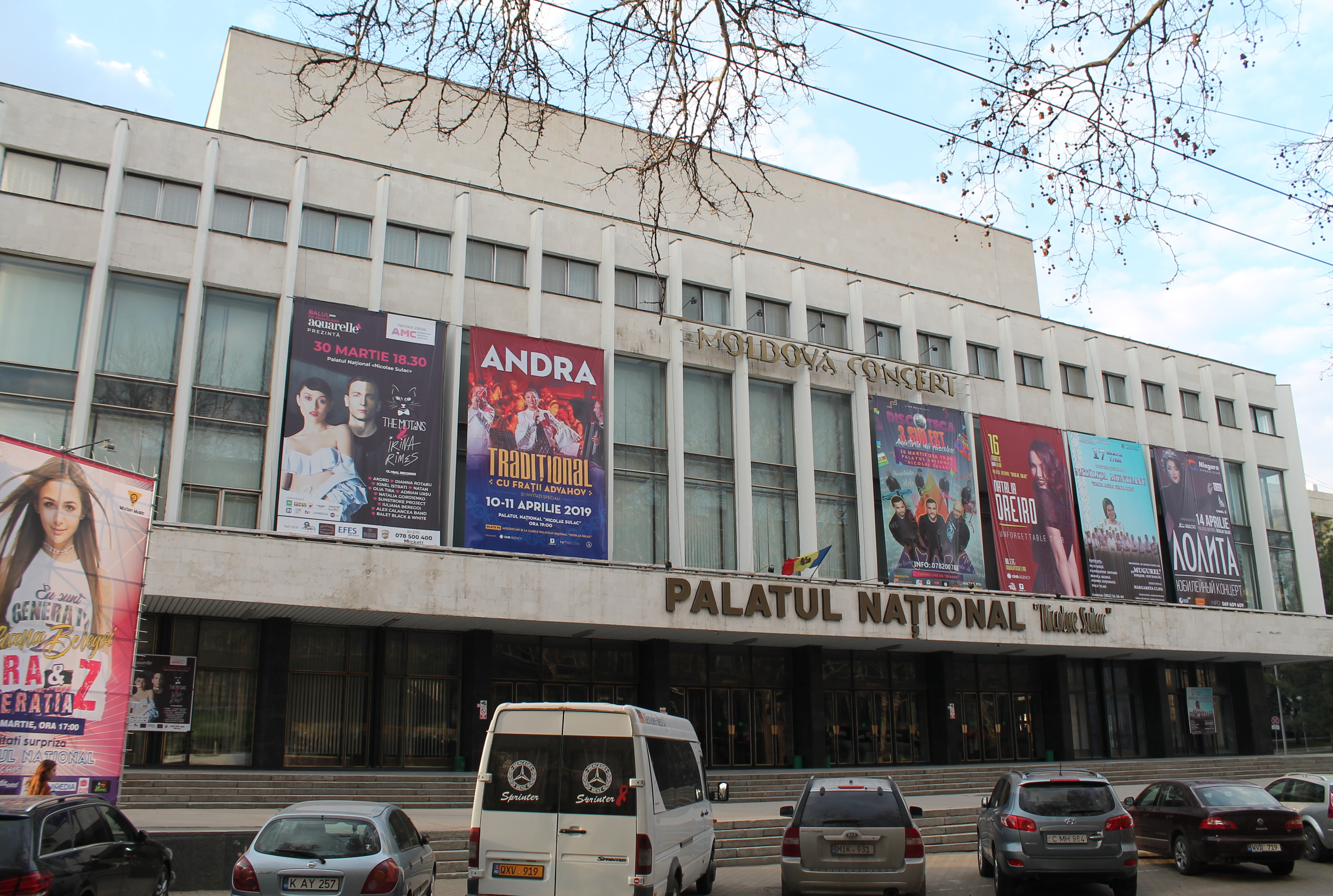
ニコラエ・スラック国立宮殿

1990年に国立宮殿（モルドバ語: Palatul Național）に名称変更された。2012年、モルドバ出身の歌手、ニコラエ・スラックを称えて、現在の名称に改名された。上演ホールの座席数はおよそ2,000席である。1階には円形劇場がある。